# Gorga (hidrografia)
|  | No s'ha de confondre amb Gorg (hidrografia). |

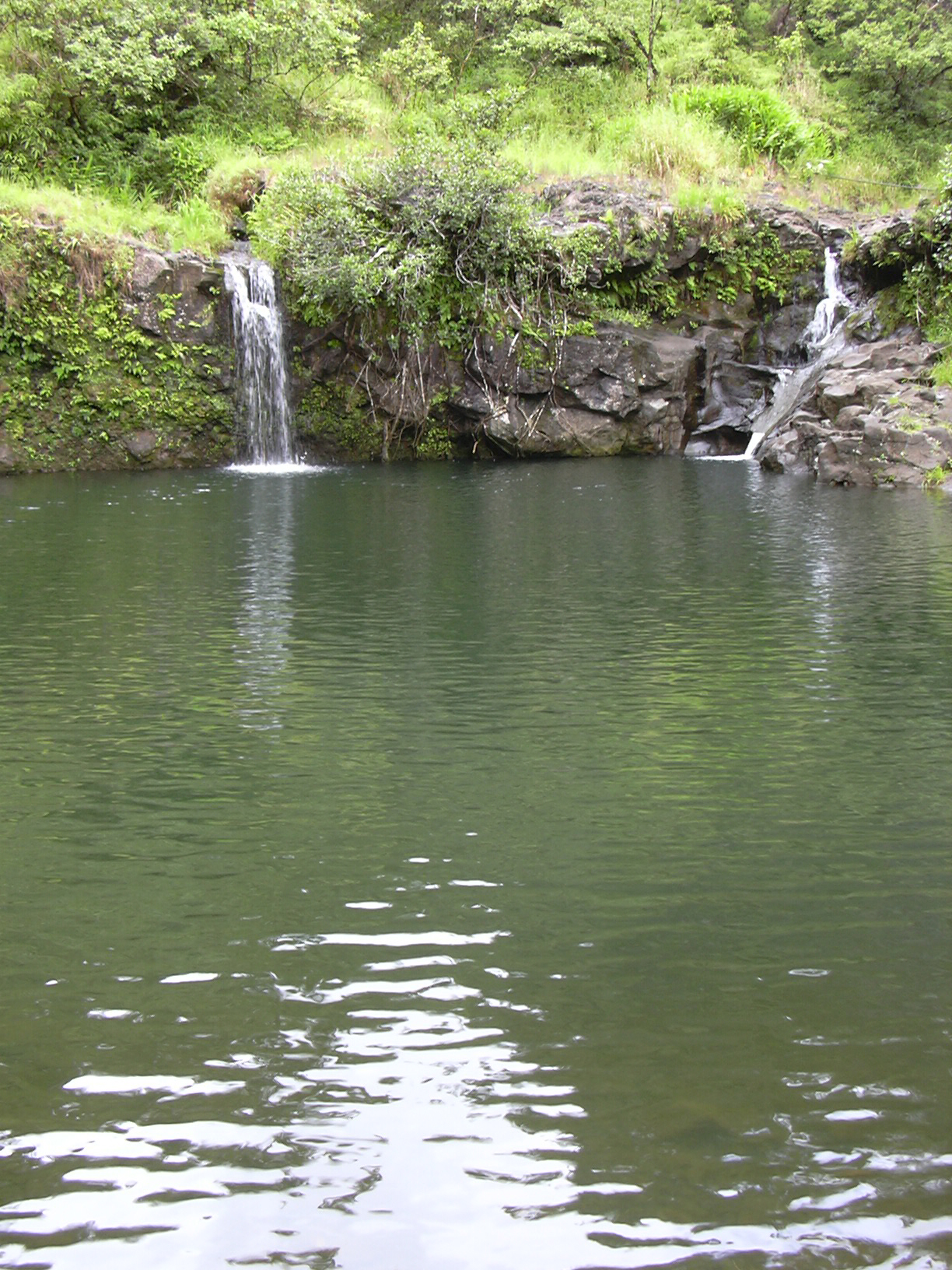
Una gorga ("stream pool") a Maui.

En hidrologia, una gorga també anomenada mulla, és una àrea d'un curs d'aigua (d'un riu o d'un rierol), que es caracteritza per un pendent poc profund, un nivell d'aigua més elevat que el llit del rierol, amb una velocitat més baixa de l'aigua, és a dir la profunditat de l'aigua és superior a la mitjana del curs del que forma part i la seva velocitat és inferior a la mitjana. Les gorgues estan sovint delimitades per un mur de desguàs natural a la part alta del curs d'aigua o de vegades per dos, un a la part alta i un altre aigües avall.

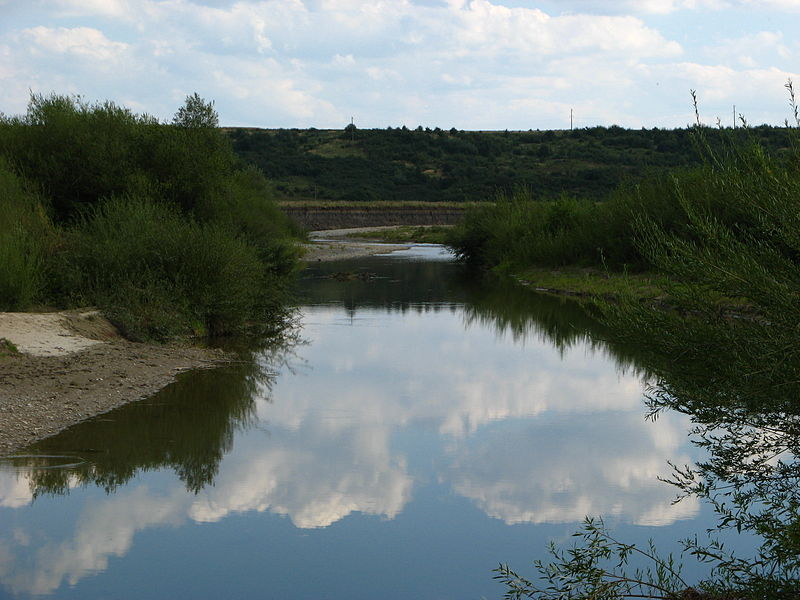
Gorga a Ucraïna

## Formació
Una gorga sol estar sedimentada o armada amb grava, i el seu fons es caracteritza generalment per una granulometria més fina dels sediments a la part inferior del rierol, a causa de la baixa velocitat del corrent d'aigua dins d'ella. En alguns casos l'origen de les gorgues pot haver estat generat al actuar com a conques en formacions de roques exposades als meteors. Les gorgues d'erosió o gorgs, són cadolles dins d'un flux d'aigua formades per l'acció dels sallents.

## Hàbitat
Aquesta part d'un rierol sovint proporciona un hàbitat especialitzat en ecosistemes aquàtics per organismes que tenen dificultats per alimentar o navegar en un abast més ràpid del rierol o en aigües estacionalment més càlides. Aquestes piscines poden ser importants per a l'hàbitat de peixos joves, especialment quan molts corrents arriben a altes temperatures d'estiu i característiques de temporada seca de molt baix flux.

## Gorg

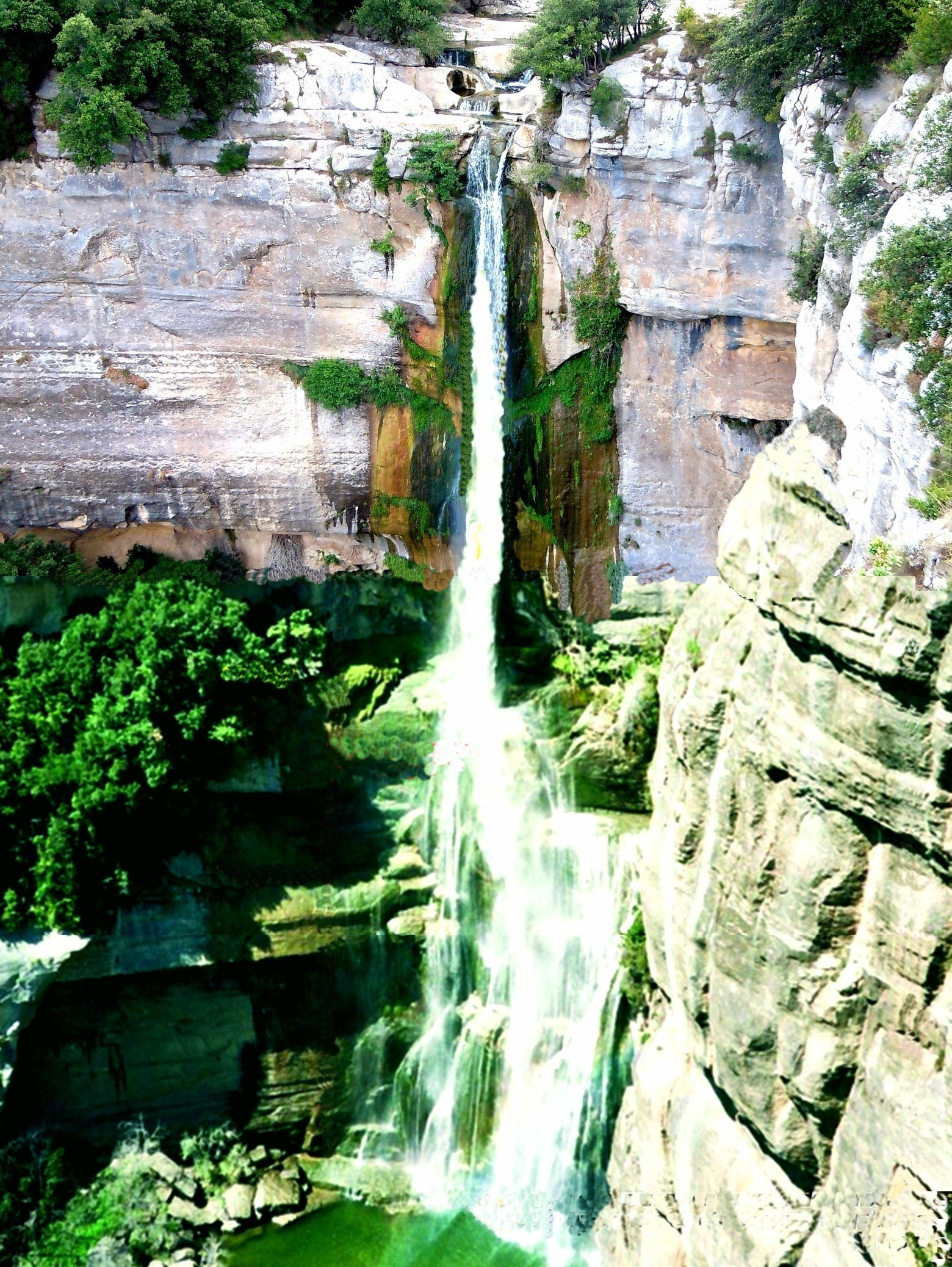
Gorga d'erosió del Salt de Sallent.

Un gorg o gorga d'erosió, és un clot pregon en el llit d'un riu o d'un torrent, en la major part dels casos format per l'erosió d'un sallent del torrent, on l'aigua s'entolla o alenteix el seu curs, sia formant remolí (Ribagorça, Segarra, País Valencià), sia encalmant-s'hi (Empordà, Plana de Vic, Vallès, Penedès, Camp de Tarragona, Mallorca).
També designa un estanyol als Pirineus orientals i Mallorca: el Gorg Blau d'aigües calmes i blaves, dins les muntanyes situades entre Sóller i Lluc, dos Gorg Negre al Conflent (un a Noedes) i el Gorg Estelat a Noedes amb pedrusca o pedruscall (mena de grava) lluent al fons de l'aigua, en la mateixa comarca.